# Manuel Sanromà
Manuel Sanromà (Ciudad Real, 9 mei 1977 – Sant Pere de Ribes (Barcelona), 19 juni 1999) was een Spaans wielrenner.
Sanromà werd geboren in Ciudad Real. Zijn professionele wielercarrière duurde slechts enkele maanden, omdat hij tijdens de Ronde van Catalonië in 1999 verongelukte. In de tweede etappe van Tortosa naar Vilanova i la Geltrú kwam de 22-jarige coureur ten val. Hij werd ter plekke gereanimeerd, maar bezweek op weg naar het ziekenhuis aan zijn verwondingen.
Sanroma was als lid van de Fuenlabrada-ploeg bezig aan zijn tweede profjaar en werd in zijn vaderland gezien als de sprinter van de toekomst. Dit seizoen was hij al zeven keer de snelste geweest in een eindsprint. Op 23 februari troefde hij in de Ronde van Valencia zelfs Mario Cipollini af. Ook in de Ronde van Asturië in mei behaalde de renner uit Almagro een ritzege. Alleen Laurent Jalabert, Jaan Kirsipuu en Jans Koerts wonnen in het voorjaar van 1999 meer wedstrijden dan Sanroma.

## Overwinningen
1998
- 1e etappe, sector 1 Ronde van Venezuela
- 5e etappe, sector 1 Ronde van Venezuela
- 6e etappe, sector 1 Ronde van Venezuela

1999
- 1e etappe, sector 1 Ronde van Valencia
- 1e etappe Ronde van Alentejo
- 2e etappe Ronde van Alentejo
- 3e etappe Ronde van Alentejo
- 6e etappe Ronde van  Alentejo
- Puntenklassement Ronde van Alentejo
- 2e etappe, sector 1 Ronde van Asturië
- 3e etappe Ronde van Asturië